# Delima laevissima
Delima laevissima is een slakkensoort uit de familie van de Clausiliidae. De wetenschappelijke naam van de soort is voor het eerst geldig gepubliceerd in 1833 door Rossmassler.